# Kanton Orcières
Der Kanton Orcières war bis 2015 ein französischer Wahlkreis im Arrondissement Gap, im Département Hautes-Alpes und in der Region Provence-Alpes-Côte d’Azur. Er umfasste drei Gemeinden, sein Hauptort (frz.: chef-lieu) war Orcières. Die landesweiten Änderungen in der Zusammensetzung der Kantone brachten im März 2015 seine Auflösung. Vertreter im conseil général des Départements war zuletzt Patrick Ricou.

## Gemeinden
- Champoléon
- Orcières
- Saint-Jean-Saint-Nicolas